# Vlkoš (Morávia do Sul)
Vlkoš é uma comuna checa localizada na região de Morávia do Sul, distrito de Hodonín.